# Ричи, Илейн
Илейн Ли Ричи (англ. Elaine Richey, урождённая Ли, Lee; 1932, Эджвуд, штат Пенсильвания — 31 августа 1997, Мехико) — американская скрипачка и музыкальный педагог. Жена композитора Дэвида Ричи; их сыновья — пианист Крейг Ричи и виолончелист Ли Ричи.
Училась в Оберлинской консерватории. В 1959 г. выиграла Наумбурговский конкурс молодых исполнителей. В дальнейшем она была ассистентом Ивана Галамяна в Кёртисовском институте, а затем на протяжении многих лет преподавала в Школе искусств Северной Каролины. Основала фестиваль камерной музыки в городе Согатак.